# 지원중학교
지원중학교는 광주광역시 동구 소태동에 있었던 공립 중학교이다.

## 연혁
- 1992년 3월 6일 : 개교
- 2009년 2월 28일 : 폐교 및 무등중학교와 통폐합[1]

## 폐교 이후
폐교 이후, 지원중학교 부지에는 동북아 교육교류 및 도서보급 지원센터가 들어설 예정이며, 2015년 하계 유니버시아드 기간 동안에는 조직위원회 사무실로도 활용될 예정이다.